# Allan Brown
Allan Runcieman Brown (1895. április 24. – 1964) ausztrál ászpilóta.

## Élete

### Ifjúkora
Brown 1895-ben született Tasmania szigetén, Ausztráliában. Tanulmányait feltehetően szülőhelyén végezte.

### Katonai szolgálata
Brown a háború kitörését követően egy tüzérezred tagja lett, amelynek kötelékében harcolt a nyugati fronton.
1916. december 5-én csatlakozott az Ausztrál Repülő Hadtesthez (Australian Flying Corps), amelynek 1. repülőszázadába osztották be. A század kötelékében a Közel-Keleten szolgált, ahol az alapkiképzés elvégezése és a pilótaigazolvány megszerzése után mint vadászpilóta szolgált. Első légi győzelmét 1918. május 3-án szerezte meg Bristol F2.b Fighter típusú repülőgépével. 1918 júniusában további két légi győzelmet aratott Amman és Kutrani közelében. Július 28-án szerezte meg negyedik légi győzelmét egy Rumpler C típusú gép ellen. 1918. augusztus 22-én ismét lelőtt egy Rumpler C típusú gépet, amellyel elérte ötödik légi győzelmét és megszerezte az ászpilóta minősítést.
Brown szolgálata alatt igen kegyetlen, ám hatékony taktikát eszelt ki. Ez abból állt, hogy miután ellenfelét már a földre kényszerítette, a magát biztonságban érző pilótára és gépére egy fordulatot követően ismét rárontott egy géppuskasorozattal, ritkán bombákkal. Ezzel megsemmisítve mind a gépet, mind az ellenséges pilótát.
Szolgálataiért megkapta a Kiváló Repülő Keresztet.
További életéről nem szól a forrás, 1964-ben hunyt el.

### Légi győzelmei
| Sorszám | Dátum               | Egység                   | Repülőgép       | Ellenfél   |
| ------- | ------------------- | ------------------------ | --------------- | ---------- |
| 1       | 1918. május 3.      | 1. ausztrál repülőszázad | Bristol Fighter | Ismeretlen |
| 2       | 1918. június 8.     | 1. ausztrál repülőszázad | Bristol Fighter | Ismeretlen |
| 3       | 1918. június 27.    | 1. ausztrál repülőszázad | Bristol Fighter | AEG C      |
| 4       | 1918. július 28.    | 1. ausztrál repülőszázad | Bristol Fighter | Rumpler C  |
| 5       | 1918. augusztus 22. | 1. ausztrál repülőszázad | Bristol Fighter | Rumpler C  |